# Agelena keniana
Agelena keniana là một loài nhện trong họ Agelenidae.
Loài này thuộc chi Agelena. Agelena keniana được Carl Friedrich Roewer miêu tả năm 1955.